# Hobson Lake
Der Hobson Lake ist ein See im zentralen Osten der kanadischen Provinz British Columbia. Der See wurde nach John B. Hobson (1844–1912) benannt, einem Ingenieur, der im Cariboo- und Horsefly-Gebiet den Abbau von Bodenschätzen mittels Hydraulic mining einführte.

## Lage
Der Hobson Lake befindet sich am Rande der Cariboo Mountains auf einer Höhe von 858 m. Er liegt im Wells Gray Provincial Park. Der See hat eine Längsausdehnung von 29 km. Er verläuft im oberen nördlichen Teil in Südwest-Richtung und im unteren Abschnitt in südlicher Richtung. Die maximale Seebreite liegt bei etwa 1,5 km. Der Hobson Lake besitzt eine Wasserfläche von ungefähr 33,7 km². In den See münden mehrere gletschergespeiste Flüsse, darunter der Clearwater River. Dieser mündet in das obere Ende des Sees und verlässt ihn wieder an dessen Südende. 
Das Einzugsgebiet des Hobson Lake umfasst 904 km². Der mittlere Abfluss des Clearwater River am Ausfluss aus dem Hobson Lake beträgt 45 m³/s.
Der See ist vom südlich gelegenen Clearwater Lake über einen schwierigen Fußweg erreichbar, der das Durchwaten eines größeren Nebenflusses des Clearwater River beinhaltet.